# Böhlhof
Böhlhof (ehemals „die Zumloch“ genannt) ist ein Gemeindeteil der Stadt Feuchtwangen im Landkreis Ansbach (Mittelfranken, Bayern). Böhlhof liegt in der Gemarkung Dorfgütingen.

## Geografie
Die Einöde liegt etwa sechs Kilometer nördlich der Feuchtwanger Stadtmitte am Wolfsgraben, der von links und Osten weniger als einen halben Kilometer abwärts dem Fluss Sulzach zufließt. Nördlich jenseits des Baches liegt in geringem Abstand die Einöde Dornberg. Im Südwesten grenzt das Brechhausfeld an, 1 km südöstlich erhebt sich der Wolfsberg (513 m ü. NHN). Eine Gemeindeverbindungsstraße führt nach Dornberg (0,2 km nördlich) bzw. nach Hinterbreitenthann (1,5 km südöstlich). Ein Wirtschaftsweg führt nach Neidlingen (0,8 km südlich).

## Geschichte
Böhlhof lag im Fraischbezirk des ansbachischen Oberamtes Feuchtwangen. Die Grundherrschaft und das Niedergericht über den Hof hatte das Kastenamt Feuchtwangen. Die Abgaben gingen an die Pfarrei Dorfgütingen. Bis zum Ende des Alten Reiches hatte sich an den Verhältnissen nichts geändert. Von 1797 bis 1808 unterstand der Ort dem Justiz- und Kammeramt Feuchtwangen.
Mit dem Gemeindeedikt (frühes 19. Jahrhundert) wurde Böhlhof dem Steuerdistrikt und der Ruralgemeinde Dorfgütingen zugeordnet. Im Zuge der Gebietsreform in Bayern wurde diese am 1. Januar 1972 in Feuchtwangen eingemeindet.

## Einwohnerentwicklung
| Jahr      | 001818 | 001840 | 001861 | 001871 | 001885 | 001900 | 001925 | 001950 | 001961 | 001970 | 001987 |
| Einwohner | 14     | 9      | 7      | 9      | 11     | 11     | 7      | 19     | 4      | 7      | 6      |
| Häuser    | 1      | 2      |        |        | 1      | 3      | 2      | 1      | 1      |        | 1      |
| Quelle    | [ 10 ] | [ 11 ] | [ 12 ] | [ 13 ] | [ 14 ] | [ 15 ] | [ 16 ] | [ 17 ] | [ 18 ] | [ 19 ] | [ 1 ]  |

## Religion
Der Ort ist seit der Reformation evangelisch-lutherisch geprägt und bis heute nach St. Maria (Dorfgütingen) gepfarrt. Die Einwohner römisch-katholischer Konfession sind nach St. Ulrich und Afra (Feuchtwangen) gepfarrt.